# Gian Luigi Berti
Gian Luigi Berti (* 16. Mai 1930 in Borgo Maggiore; † 26. Februar 2014) war ein san-marinesischer Politiker. Er war Capitano Reggente (Staatsoberhaupt) und hatte verschiedene Ministerposten inne. 
Berti war von Beruf Jurist. Er trat 1954 in den Partito Democratico Cristiano Sammarinese (PDCS) ein und gehörte zu den Mitbegründern der Jugendorganisation der Partei. In den frühen Siebzigern war er politischer Sekretär (Segretario Politico) der Partei und wurde 1974 Vorsitzender des Zentralrats (Presidente del Consiglio Centrale) des PDCS.
Berti war neun Legislaturperioden lang von 1955 bis 1998 Abgeordneter im Consiglio Grande e Generale, dem Parlament San Marinos. Er wurde 1959 in der von PDCS und Partito Socialista Democratico Indipendente Sammarinese (PSDIS) gebildeten Regierung Minister für Arbeit und Industrie (Deputato per l’Industria e il Lavoro). Nach dem Rücktritt von Innen- und Finanzminister Marino Waldes Franciosi im Oktober 1960 übernahm er kommissarisch dessen Ressort. Ende 1961 wurde das Ressort in Innen- und Finanzministerium aufgeteilt. Berti wurde Innenminister und erhielt außerdem die Zuständigkeit für Arbeit, Handwerk und Handel. (Segretario di Stato per gli Affari Interni e Deputato per il Lavora, l’Artigianato e il Commercio).
Berti leitete auch in der folgenden Legislaturperiode das Innenministerium bis zu seinem Rücktritt aus gesundheitlichen Gründen am 27. Dezember 1968. Nach der Parlamentswahl 1969 wurde er Justizminister (Deputato per la Giustizia). Im März 1973 kam es zu einer Kabinettsumbildung. Der PSDIS, der gemeinsam mit dem PDCS seit 1955 eine Koalition gebildet hatte, schied aus der Regierung aus und wurde durch den Partito Socialista Sammarinese (PSS) und den Movimento Libertà Statuarie (MLS) ersetzt. Berti wurde Außenminister (Segretario di Stato per gli Affari Esteri e Politici) und blieb dies auch nach der Parlamentswahl 1974. Bei der Kabinettsumbildung 1976 schied er aus der Regierung aus.
Von 1988 bis 1997 war Berti Vertreter San Marinos in der parlamentarischen Versammlung des Europarates. Vom 1. Oktober 1993 bis zum 1. Oktober 1994 war er gemeinsam mit Paride Andreoli Staatsoberhaupt (Capitano Reggente) von San Marino.
Gian Luigi Berti war der Vater von Maria Luisa Berti, Capitano Reggente 2011 und Gian Nicola Berti, Capitano Reggente 2016. Pietro Berti, Capitano Reggente von 1998/99 war sein Neffe.